# Charel Janssens (acteur Lili en Marleen)
Charel Janssens (Herenthout, 26 juni 1939 - Lier, 28 januari 2016) uit Antwerpen was een Vlaamse acteur.
Zijn bekendste rol was die van Edgard in Lili en Marleen, een tv-reeks op VTM. Hij was een van de pioniers van de reeks. Edgard was een vaste caféganger in café De Lichttoren en had gedurende de hele reeks meegespeeld (1994-1999, 2003, 2006-2007, 2009-2010).
Hij speelde gastrollen in Café Majestic (kaarter in de aflevering "De kaart van Willem", 2000) en in 2 Straten verder (2000).